# Арндт, Отто
Отто Арндт (нем. Otto Arndt; 19 июля 1920, Ашерслебен, Саксония, Свободное государство Пруссия, Веймарская республика — 3 февраля 1992) — немецкий политик, член ЦК СЕПГ, министр транспорта ГДР.

## Биография
Отто Арндт родился в семье машиниста локомотива и бургомистра Ашерслебена Отто Арндта, в 1936—1939 годах проходил обучение на германской железной дороге и выучился на слесаря. Во Вторую мировую войну служил в люфтваффе в звании обер-ефрейтора.
После войны Отто Арндт вступил в СДПГ и после слияния партии с КПГ стал членом СЕПГ. Продолжил работать на железной дороге, получил дополнительное образование на инспектора и быстро продвигался по карьерной лестнице. В 1950 году вошёл в состав правления железной дороги в Ашерслебене, в 1951 году был назначен заместителем председателя дирекции железных дорог в Дрездене, в 1952 году — в Галле.
В 1960—1961 годах обучался в Высшей партийной школе имени Карла Маркса, по окончании которой был назначен председателем дирекции железных дорог Берлина, а в 1964 году — заместителем министра транспорта ГДР и первого заместителя генерального директора железных дорог ГДР. В 1969 году Отто Арндту был присвоено звание инженера в области железнодорожной, производственной и транспортной техники. 15 декабря 1970 года Отто Арндт был назначен министром транспорта ГДР, сменив на этом посту Эрвина Крамера, и возглавил руководство железными дорогами ГДР.
С 1971 года Отто Арндт являлся кандидатом, с июня 1975 года — членом ЦК СЕПГ. В 1976 году был избран депутатом Народной палаты ГДР. В 65 лет Отто Арндт планировал выйти в отставку, но Гюнтер Миттаг попросил его остаться на должности. 7 ноября 1989 года Отто Арндт вышел в отставку с поста министра вместе с другими членами Совета министров ГДР.